# Лис, Роберт (лингвист)
Роберт Лис (англ. Robert B. Lees; 9 июля 1922, Чикаго, Иллинойс — 6 декабря 1996) — американский лингвист.

## Образование
Лис учился в Массачусетском технологическом институте в 1956 году и работал над проектом по созданию машинного перевода. Впервые получил известность благодаря своему комментарию к Синтаксическим структурам (1957) Ноама Хомского, а также с помощью его книги «Грамматика номинализации в английском языке» (The grammar of English nominalizations). Позже был остранён Виктором Ингве от работы над своим проектом, так как Роберт хотел заниматься чистой лингвистикой больше, чем машинным переводом. Затем был зачислен на электротехнический факультет, где получил PhD по лингвистике под руководством Хомского.

Лиз был первым заведующим кафедрой лингвистики в Иллинойсском университете в Урбане-Шампейне и занимал эту должность с 1965 по 1968 год. В 1969 году Лиз переехал в Израиль, чтобы преподавать в Тель-Авивском университете, а в 1970 году основал кафедру лингвистики в этом университете.